# La Vespière

La Vespière este o comună în departamentul Calvados, Franța. În 1 ianuarie 2018 avea o populație de 946 de locuitori.